# Rhiannon Giddens
Rhiannon Giddens (ur. 21 lutego 1977 w Greensboro) – amerykańska wokalistka i multiinstrumentalistka, współzałożycielka zespołu Carolina Chocolate Drops, z którym zdobyła nagrodę Grammy.

## Dyskografia
z Carolina Chocolate Drops
- 2006: Dona Got a Ramblin' Mind
- 2007: The Great Debaters
- 2008: Heritage
- 2009: Carolina Chocolate Drops & Joe Thompson
- 2010: Genuine Negro Jig
- 2011: Carolina Chocolate Drops/Luminescent Orchestrii
- 2012: Leaving Eden

solo
- 2014: We Rise
- 2015: Tomorrow Is My Turn
- 2015: Factory Girl
- 2016: Live at Jazzfest 2016
- 2017: Freedom Highway
- 2017: Live at Jazzfest 2017
- 2019: There Is No Other (+Francesco Turrisi)
- 2021: They're Calling Me Home (+Francesco Turrisi)
- 2023: You're the One
- 2025: What Did the Blackbird Say to the Crow (+Justin Robinson)

## Filmografia
- 2017-2018: Nashville jako Hannah Lee "Hallie" Jordan